# Coppa Italia 1974 (calcio femminile)
L'edizione 1974 è stata la quarta edizione nella storia della Coppa Italia di calcio femminile. Organizzata dalla Federazione Femminile Italiana Unita Giuoco Calcio, il trofeo è stato vinto dal Gamma 3 Padova, che nella finale in gara unica ha battuto ai tiri di rigore la Lazio dopo lo 0-0 dei minuti regolamentari e supplementari.
Per la prima volta la Coppa Italia è stata assegnata dopo i tiri dal dischetto.
La Lazio è stata sconfitta in finale per la terza volta consecutiva, stabilendo un record tuttora imbattuto.

## Finale
In gara unica, disputata mercoledì 23 dicembre a Roma.
| Squadra 1      | Risultato           | Squadra 2    |
| -------------- | ------------------- | ------------ |
| Gamma 3 Padova | 0-0 (dts) (6-4 dtr) | Lazio Lubiam |